# Стаята с пианото
„Стаята с пианото“ (на македонска литературна норма: Соба со пијано; на английски: The Piano Room) е филм от Северна Македония от 2013 година.
Премиерата на филма е на 14 септември 2013 г. на фестивала „Братя Манаки“ в Битоля. Филмът е посрещнат критично и не е избран да представлява страната като кандидат за номинациите за Оскар, поради което режисьорът Игор Иванов – Изи и продуцентът и оператор Томи Салковски влизат в полемика с членовете на журито от Дружеството на филмовите професионалисти на Македония актьорката Лабина Митевска и продуцента Горян Тозия.

## Описание на съдържанието
Това е разказ за съдбите на гости, отседнали в стаята с пианото в хотела, който е обявен за продан. Тази стая ги укрива от лицемерието на външния свят и е единственото място, където могат да намерят някакво удовлетворение. Въпреки че са от напълно различни социални и културни групи, гостите споделят една и съща празнота в живота си. Годините летят като въртящи се врати, мотивите се превръщат в разочарования, амбициите и фантазиите водят до провал. Единствено животът на камериерката, която не подозира за провалените мечти на идващите и напускащи стаята, продължава напред.